# Antoine Clot

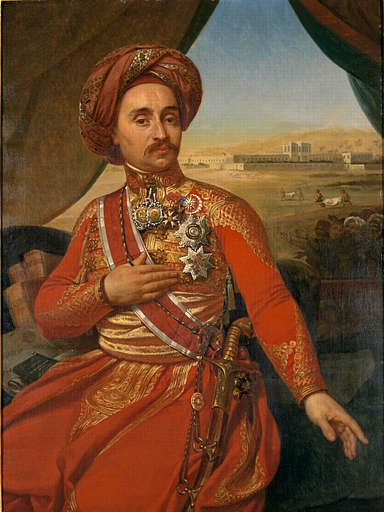
Antoine Clot.

Antoine Barthélemy Clot, född 7 november 1793 i Grenoble, död 28 augusti 1868 i Marseille, var en fransk läkare.
Clot blev 1820 medicine doktor i Montpellier, 1823 kirurgie doktor i Marseille och praktiserade därefter i sistnämnda stad, men reste 1825 till Egypten som chef för den egyptiska arméns medicinalväsende. Han fick stort inflytande på Muhammed Ali, och med dennes hjälp inrättade han ett hälsoråd i Kairo och grundade 1828 en medicinsk skola i Abu Zaabal nära Kairo. Han startade även skolor för farmaceuter, veterinärer och barnmorskor och 1837 flyttades dessa läroanstalter till Kairo. Han hade stora svårigheter med att starta god undervisning i anatomi, då dissektion av lik ansågs strida mot islam, men med hjälp av Muhammed Ali kunde han lösa detta. Som lärare vid de nämnda anstalterna rekryterades tyskar, italienare och fransmän. Själv undervisade han i kirurgi och företog talrika operationer, som han beskrev i en lång rad avhandlingar. 
Clot reste 1832–1833 till Paris med tolv unga araber, som skulle studera medicin där, besökte därefter England, men återvände 1833 till Egypten i syfte att ordna medicinalväsendet vid den egyptiska flottan efter franskt mönster. Då en stor pestepidemi 1835 drabbade Egypten, föranledde detta honom till hårt kritisera främst karantänen i dess tidigare form. Detta ämne återkom han upprepade gånger till, efter att han vid Muhammed Alis död 1849 hade återvänt till Marseille. År 1856 reste han åter till Egypten för att omorganisera sina skolor, som hade gått kraftigt tillbaka, men återvände till Marseille, där han utgav sitt sista arbete över pesten. Han inlade sig stor förtjänst genom att införa studiet av vetenskaplig medicin i Egypten.